# Langsliggende motor
Langsliggende motor kaldes det, når motoren i et køretøj er monteret i eller modsat køreretningen, altså med krumtapakslen/svinghjulet pegende fremad eller bagud. Dette forekommer hyppigst på baghjulstrukne biler med frontmotor samt biler med hækmotor og centermotor. Alle biler med hækmotor har motoren monteret modsat køreretningen med gearkassen oven over bagakslen. I visse ældre forhjulstrukne biler som f.eks. Saab Sonett og Saab 99 samt de fleste Audi-modeller kan motoren være monteret på langs med svinghjulet modsat køreretningen og drive forhjulene med gearkassen monteret neden under eller foran motoren. I dag har de fleste personbiler motoren monteret på tværs, som driver forhjulene da det tager mindre plads end hvis motoren er monteret på langs.
De fleste lastbiler og busser har langsliggende motorer, som er frontmonterede under førerhuset på lastbiler eller for bussers vedkommende bagi bag bagakslen.
Busser med laventré (almindeligt gulv bagi), normalt gulv, har motoren monteret midt mellem baghjulene, normalt liggende eller hældende for ikke at optage for meget plads. Busser med lavt gulv har, for at få et så plant gulv som muligt bag bagakslen, asymmetrisk monteret motor. Motoren og gearkassen er da monteret lidt til venstre.